# Englische Schwertlilie

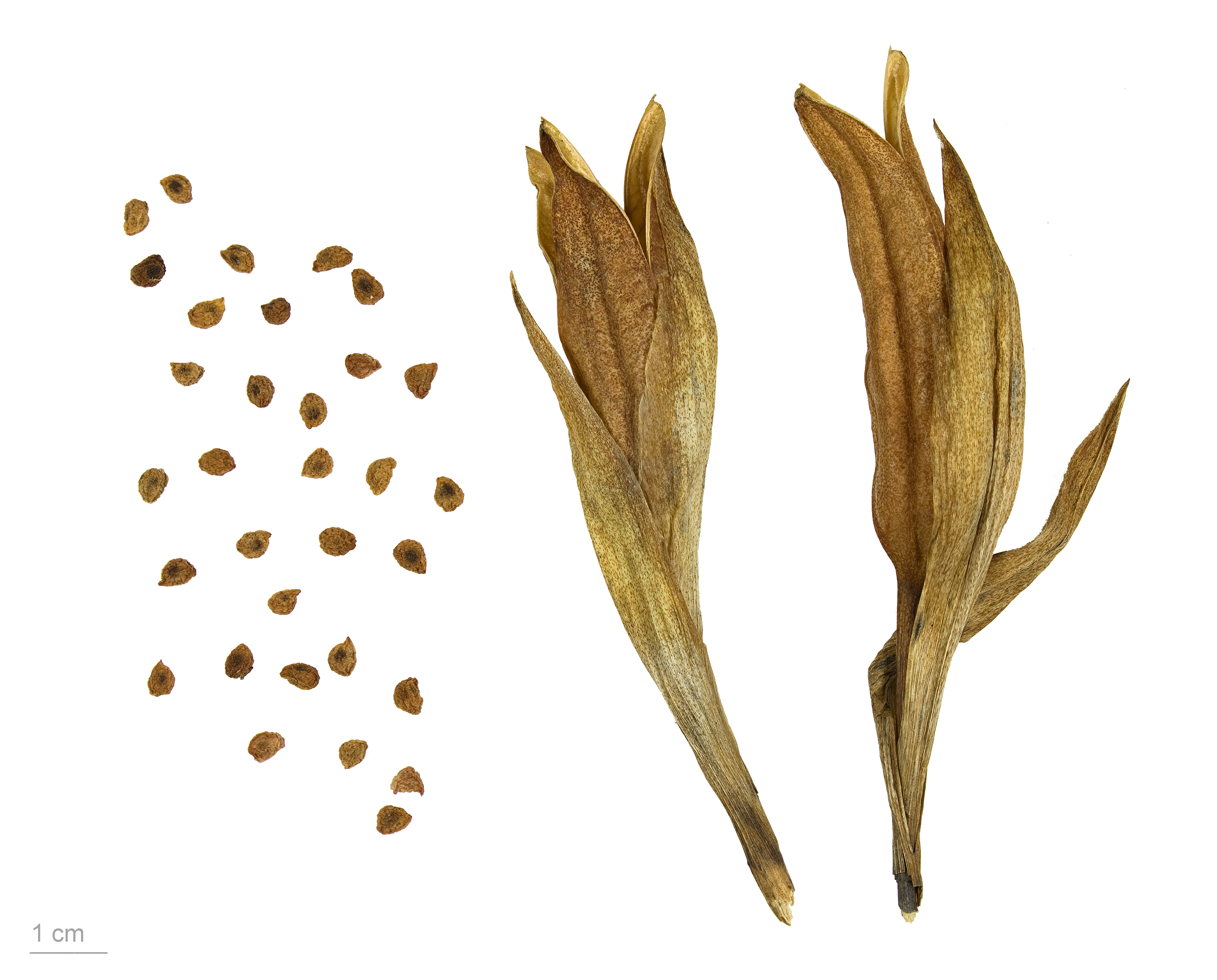
Iris latifolia

Die Englische Schwertlilie (Iris latifolia) oder Pyrenäen-Schwertlilie ist eine Pflanzenart aus der Gattung der Schwertlilien (Iris) innerhalb der Familie der Schwertliliengewächse (Iridaceae).

## Merkmale

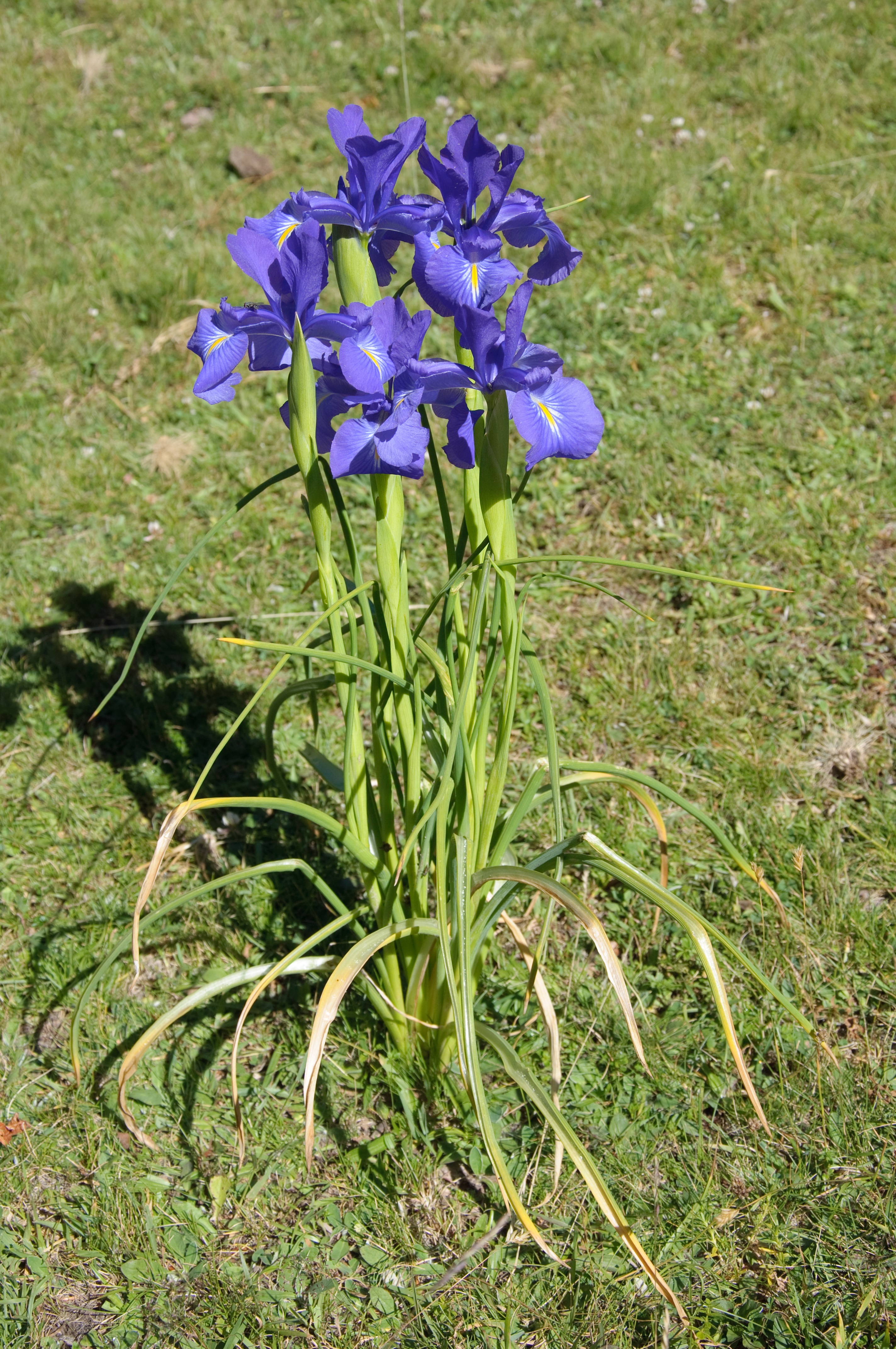
Iris latifolia

Die Englische Schwertlilie ist eine ausdauernde Zwiebelpflanze, die Wuchshöhen von 30 bis 70 Zentimeter erreicht. Die sommergrünen Blätter sind ebenso lang wie der Stängel oder länger, rinnig gestreift, an der Oberseite blaugrün und messen 25 bis 60 × 0,5 bis 0,8 Zentimeter. Die 2 bis 3 Blüten haben 2 gleich lange, aufgeblasene Hochblätter. Die Perigonröhre ist mit dem Griffel verwachsen. Die Hängeblätter messen 6 bis 7,5 × 3 bis 3,5 Zentimeter. Sie besitzen eine runde, an der Spitze ausgerandete und durch eine Einschnürung vom Nagel getrennte Platte. Die Domblätter sind verkehrteilanzettlich und 4 Zentimeter lang.
Die Blütezeit reicht von Juni bis Juli.

## Vorkommen
Die Englische Schwertlilie kommt in den Pyrenäen, Nordwest-Spanien und der Sierra de Guadarrama auf feuchten Bergwiesen in Höhenlagen von meist 1600 bis 2200 Meter vor.

## Nutzung
Die Englische Schwertlilie wird zerstreut als Zierpflanze in Rabatten sowie als Schnittblume genutzt. Sie ist seit spätestens 1568 in Kultur. Es gibt mehrere Sorten und Hybriden. Diese werden als Iris anglica-Hybriden bezeichnet. Sie haben violetter, purpurne, rosa oder weiße Blüten.

## Belege
- Eckehart J. Jäger, Friedrich Ebel, Peter Hanelt, Gerd K. Müller (Hrsg.): Rothmaler Exkursionsflora von Deutschland Band 5 Krautige Zier- und Nutzpflanzen. Spektrum Akademischer Verlag, Berlin Heidelberg 2008, ISBN 978-3-8274-0918-8.